# Dario Franceschini
Dario Franceschini és un advocat, polític i escriptor italià. Va ser membre prominent del Partit Popular i la Margherita, ha estat vicepresident del Partit Democràtic (depenent de la Secretaria de Walter Veltroni) des del 27 d'octubre de 2007 al 21 de febrer de 2009.
Després de la dimissió de Veltroni, el 21 de febrer de 2009 al 25 d'octubre de 2009, va ser secretari nacional del Partit Democràtic.

## Biografia
El seu pare, George Franceschini, va ser diputat pel Partit Demòcrata Cristià entre 1953 i 1958.
Es va graduar en lleis a la Universitat de Ferrara, amb una tesi sobre la història de les doctrines i les institucions polítiques, publicat en 1985 El Partit Popular a Ferrara. Els catòlics, socialistes i feixistes a la terra de Grosoli i Don Minzoni i sobre el mateix tema ha participat en conferències i diverses publicacions. Va ser membre de la Junta d'Auditors Eni en els tres primers anys de la privatització. És professor associat d'Astrid (Associació d'Estudis i Investigació sobre la Reforma de les Institucions Democràtiques i de la innovació en les administracions públiques) i la secció italiana de l'Institut Internacional Jacques Maritain.